# Хронологія Другої світової війни

Хід Другої світової війни в Європі у вигляді анімації

## Події до початку Другої світової війни

### 1918
- 29 жовтня: Початок Листопадової революції у Німеччині.
- 11 листопада: Комп'єнське перемир'я — кінець Першої світової війни.
- 27 грудня: Великопольське повстання проти Німеччини.

### 1919
- 4-15 січня: Повстання спартакістів (комуністів) у Берліні закінчує німецьку революцію.
- 18 січня: Відкриття Паризької мирної конференції, що мала полагодити стосунки між країнами суперниками у Першій світовій війні.
- Лютий: Польсько-радянська війна починається з територіального конфлікту між двома країнами.
- 2 березня: Створення третього інтернаціоналу або Комінтерну у Москві. Метою Комінтерну стає створення великої радянської республіки.
- 15 травня: Початок Турецької війни за незалежність.
- 28 червня: Підписання Версальського мирного договору між Німеччиною та союзниками. Німеччина мала значно зменшити свою армію та заплатити контрибуцію за значні пошкодження у Першій світовій війні. США не ратифікували цього договору, а потім підписали сепаратний мир з Німеччиною.
- 10 вересня: Підписання Сен-Жерменського мирного договору між Німецькою Австрією та союзниками. Союзники мали вплив на зміну кордонів Німецької Австрії, змусили цю країну змінити назву на більш звичну — «Австрію». США не ратифікували цього договору, а потім підписали сепаратний мир з Австрією.
- 27 листопада: Підписання Нейїського мирного договору між Болгарією та союзниками. Союзники мали вплив на зміну кордонів Болгарії та чисельність болгарської армії.

### 1920
- 10 січня: Створення Вільного міста Данцигу.
- 21 січня: Створення за підсумками Паризької мирної конференції Ліги Націй.
- Березень: Каппський заколот у Німеччині проти Веймарського уряду. У відповідь цьому заколоту було здійснено Рурське повстання.
- 4 червня: Тріанонський мирний договір між Угорщиною та союзниками. Вирішення питання щодо угорських кордонів.
- 10 серпня: Підписання Севрського мирного договору між Туреччиною та союзниками. Угода розділила Османську імперію та зменшила у кількості армію Туреччини. Греція не підтримала нові кордони та не підписала угоди. Згодом Севрський мирний договір було скасовано через Турецьку війну за незалежність та перетворено на Лозаннський мирний договір 1923 року.
- Жовтень: Захоплення польським генералом Люціаном Желіговським Вільнюса.

### 1921
- Березень: Польсько-радянська війна закінчується Ризьким мирним договором.
- 25 серпня: Підписання сепаратних мирів США з Німеччиною та Австрією.
- 29 серпня: Сепаратний мир США з Угорщиною.

### 1922
- 6 лютого: Вашингтонська морська конференція між США, Великою Британією, Францією, Японією та Італією.
- 16 квітня: Рапалльський договір між РСФРР та Німеччиною. Договір поклав початок економічному та дипломатичному союзу цих держав.
- Жовтень: Громадянська війна в Росії закінчується перемогою більшовиків. Знищення останніх сил Білої армії у Сибіру.
- 29 жовтня: Лідер фашистів Беніто Муссоліні стає прем'єр-міністром Італії після Маршу на Рим.
- 1 листопада: На Великих національних зборах Туреччини було остаточно знищено Османську імперію.
- 30 грудня: Створення Союзу Радянських Соціалістичних Республік.

### 1923
- 11 січня: Франція та Бельгія окупують Рур, щоб змусити Німеччину виплатити воєнну контрибуцію.
- 24 липня: Лозаннський мирний договір між Туреччиною та союзниками. Поклав кінець Турецький війні за незалежність.
- 31 серпня: Італія окупує грецький острів Корфу, що виправдовують як помсту за вбитого італійського генерала у Греції.
- 29 жовтня: Туреччина офіційно стає республікою.
- 8 листопада: Пивний путч у Німеччині під супроводом Адольфа Гітлера. Партія нацистів не вдало пробує загарбати владу у Німеччині.

### 1924
- 21 січня: Смерть лідера СРСР Володимира Леніна. Починається внутрішня боротьба за владу між Йосипом Сталіним та його опонентами.
- 1 лютого: Велика Британія визнає СРСР як державу.
- 1 квітня: Адольфа Гітлера позбавлено волі на 5 років після Пивного путчу. Він відсидів всього 8 місяців.
- 6 квітня: Партія фашистів перемогла у виборах до італійського парламенту (2/3 місць всього парламенту).
- 10 червня: У Римі вбито лідера соціалістів Джакомо Маттеотті — одного з найбільших опозиціонерів фашизму.
- 16 серпня: Прийняття плану Дауеса. Кінець союзницької окупації Рура та допомога Німеччині вибратися з економічної кризи.
- 18 серпня: Франція виводить свої війська з Рура.

### 1925
- 18 липня: Адольф Гітлер публікує свою автобіографію — «Моя боротьба».
- 1 грудня: Локарнський договір. Домовленість про кордони Німеччини та Східної Європи.

### 1926
- 3 січня: Теодорос Пангалос проголошує себе диктатором Греції.
- 31 січня: Британські та бельгійські війська залишають Кельн.
- 4 квітня: Грецький диктатор Теодорос Пангалос обраний президентом.
- 24 квітня: Берлінський договір між Німеччиною та СРСР. Проголошується нейтралітет на наступні 5 років.
- 25 травня: У Парижі вбито українського націоналіста Симона Петлюру (вбивця — Самуїл Шварцбард.
- 8 вересня: Німеччина приєднується до Ліги Націй.
- 25 грудня: Смерть Імператора Тайсьо. Правителем Японії стає Імператор Хірохіто.

### 1927
- 12 квітня: Громадянська війна в Китаї між націоналістами та комуністами.
- 20 травня: Договір між Великою Британією та Саудівською Аравією у Джидді.
- 7 червня: У Варшаві представниками білого руху було вбито радянського посла Петра Войкова.
- 12 листопада: Льва Троцького усунено з Комуністичної партії Радянського Союзу. Йосип Сталін стає остаточним лідером держави (диктатором).
- 14 грудня: Ірак дістає незалежність від Великої Британії.

### 1928
- 3 травня: Цзінанський інцидент. Збройний конфлікт між Китаєм та Японією.
- 4 червня: Хуангутунський інцидент. Японський агент вбив китайського генерала Чжана Цзоліня.
- 2 серпня: Італія та Ефіопія підписують Італо-ефіопський договір.
- 27 серпня: Пакт Бріана — Келлоґа про відмову від війни між Францією та США.
- 1 жовтня: У СРСР оголошують про початок плану Першої п'ятилітки. Початок економічної індустріалізації.

### 1929
- 9 лютого: Протокол Литвинова. Підписано між СРСР, Польщею, Румунією, Естонією та Латвією як протистояння пакту Бріана-Келлоґа.
- 11 лютого: Італія та Святий Престол підписали Латеранські угоди про врегулювання відносин між Італією та Ватиканом.
- 28 березня: Японія виводить війська з Китаю. Кінець Цзінанського інциденту.
- 3 квітня: Персія підписує Протокол Литвинова.
- 7 червня: Латеранські угоди ратифіковано. Ватикан стає однією з областей Італії.
- 31 серпня: План Юнга замінює План Дауеса.
- 29 жовтня: Початок Великої депресії з біржового краху на Уолл-стріт.

### 1930
- 22 квітня: Лондонський морський договір між Великою Британією, США, Францією, Італією та Японією.

### 1931
- 18-19 вересня: Мукденський інцидент. Японія починає бойові дії проти Китаю на території Маньчжурії.

### 1932
В СРСР починається голод.
- 7 січня: Доктрина Стімсона: США не буде визнавати нових кордонів після японської агресії у Маньчжурії.
- 28 січня: Інцидент 28 січня у Шанхаї. Японія вторгається на ці території.
- 27 лютого: Закінчення бойових дій у Маньчжурії між Японією та Китаєм. Маньчжурія переходить під контроль Японії.
- 1 березня: Японія створює маріонеточну Маньчжурську державу на завойованій у Китаї Маньчжурії.
- 10 квітня: Пауля фон Гінденбурга переобрано президентом Німеччини. На виборах він випередив лідера націонал-соціалістів Адольфа Гітлера.
- 30 травня: Канцлер Німеччини Генріх Брюнінг подає у відставку. Новий кабінет міністрів сформовано Францем фон Папеном.
- 30 серпня: Герман Герінг стає головою рейхстагу.
- 3 грудня: Курт фон Шлейхер стає новим канцлером.

### 1933
- 1 січня: Японія атакує Велику китайську стіну у Монголії.
- 30 січня: Адольф Гітлер стає канцлером Німеччини.
- 27 лютого: Підпал Рейхстагу.
- 4 березня: Франклін Делано Рузвельт стає президентом США.
- 20 березня: Створено перший нацистський концтабір — Дахау.
- 23 березня: Адольф Гітлер стає диктатором Німеччини.
- 27 березня: Японія залишає Лігу Націй.
- 1 квітня: Німецький уряд закликає бойкотувати єврейські магазини.
- 26 квітня: У Німеччині засновано гестапо.
- 31 травня: Перемир'я у Тангу. Китай виконує всі вимоги Японії.
- 21 червня: Всі політичні партії, крім нацистської, заборонені у Німеччині.
- 14 липня: Нацистська партія стає офіційною партією Німеччини.
- 25 серпня: Гааварський договір. Переселення німецьких євреїв до Палестини.
- 12 вересня: Лео Сілард задумує дослідити ланцюгову ядерну реакцію.
- 17 жовтня: Німецький фізик єврейського походження Альберт Ейнштейн переїжджає до США з Німеччини.
- 19 жовтня: Німеччина виходить з Ліги Націй.
- 24 листопада: Бездомних та алкоголіків починають відправляти до нацистських концтаборів.

### 1934
- 26 січня: У Берліні підписано Декларацію про не використання сили між Польщею та Німеччиною (пакт мав діяти 10 років).
- 12-16 лютого: Повстання в Австрії закінчується перемогою австрійських фашистів.
- 20 березня: Вся німецька поліція підпорядкована Генріху Гіммлеру.
- 30 червня: Ніч довгих ножів. Гітлер прибирає найнебезпечніших опонентів в нацистській партії, включаючи керівника СА — Ернста Рема.
- 20 липня: СС стає незалежною від нацистської партії організацією, підпорядкованою особисто Адольфу Гітлеру.
- 25 липня: Вбивство австрійськими нацистами лідера держави та прихильника незалежності Австрії від Німеччини — Енгельберта Дольфуса.
- 2 серпня: Смерть президента Німеччини Пауля фон Гінденбурга. Гітлер об'єднує свій піст канцлера з постом президента і стає Фюрером.
- 8 серпня: Члени Вермахту зобов'язані давати особисту присягу Адольфу Гітлеру, замість читання конституції.
- Вересень: Радянський Союз приєднується до Ліги Націй.
- 5 грудня: Аббасинський кризис. Воєнний конфілкт між Італією та Ефіопією.
- 29 грудня: Японія відмовляється від Вашингтонського та Лондонського морських договорів.

### 1935
- 7 січня: Ліга Націй дозволяє Саарський області приєднатися до Німеччини після референдуму.
- 18 червня: Англо-німецький морський договір. Велика Британія дозволяє Німеччині створювати флот, за масою не більший 35 % британського флоту.
- 31 серпня: У США підписано Декларацію про нейтралітет. Америка тепер не буде брати участі в європейській політиці.
- 15 вересня: Рейхстаг приймає антисемітські Нюрнберзькі расові закони.
- 2 жовтня: Італія вторгається в Ефіопію. Початок Другої італо-ефіопської війни.

### 1936
- 6 лютого: У німецькому місті Гарміш-Партенкірхен проводяться Зимові Олімпійські ігри.
- 7 березня: Ремілітаризація Рейнської області Німеччиною.
- 25 березня: Другий Лондонський морський договір. Підписаний Британією, США та Францією. Італія та Японія відмовилися підписувати цей документ.
- 5 травня: Кінець Другої італо-ефіопської війни. Капітуляція Ефіопії.
- 17 липня: Початок Громадянської війни в Іспанії.
- 1 серпня: Літні Олімпійські ігри в Берліні.
- 18 жовтня: Герман Герінг стає головою так званого Чотирьохрічного плану (економічне та політичне піднесення Німеччини).
- Жовтень: Початок Великого терору в СРСР.
- 14 листопада: Початок Суйюанської кампанії Японії проти китайської провінції Суйюань.
- 15 листопада: Німецький Легіон Кондор відряджено до Іспанії для підтримки іспанських націоналістів у Громадянській війні.
- 25 листопада: Антикомінтернівський пакт. Підписаний Німеччиною та Японією. Зобов'язував інші держави підтримати будь-яку атаковану СРСР державу антикомінтерну.
- 1 грудня: Наказ всім чоловікам у віці від 10 до 18 років приєднуватися до Гітлер'югенду.
- 12 грудня: Дві сторони Громадянської війни у Китаї на певний час об'єднуються для боротьби з Японією.
- 23 грудня: Італійський експедиційний корпус приєднується до бойових дій в Іспанії на боці іспанських націоналістів.

### 1937
- 7 липня: Інцидент на мосту Луґоуцяо. Початок Японсько-китайської війни.
- 5 жовтня: Президент США Франклін Рузвельт скасовує Декларацію про нейтралітет та оголошує про протистояння агресорам.
- 6 листопада: Італія приєднується до Антикомінтернівського пакту.
- 8 грудня: Японія створює маріонеточну державу Менцзян у Китайській Монголії.
- 11 грудня: Італія виходить з Ліги Націй.
- 13 грудня: Різанина китайських полонених у Нанкіні.

### 1938
- 6 березня: Японські війська досягають Жовтої Ріки у Китаї.
- 13 березня: Аншлюс Австрії Німеччиною.
- 6-16 липня: Евіанська конференція. Відмова багатьох країн світу приймати єврейських біженців з Німеччини.
- 29 липня: Радянсько-японські прикордонні конфлікти та Битва на озері Хасан.
- Серпень: Радянські війська перемагають у битві на озері Хасан.
- 27 вересня: Лист Франкліна Рузвельта Адольфу Гітлеру з проханням миру.
- 30 вересня: Мюнхенська угода між Німеччиною, Францією, Великою Британією та Італією. Дозвіл анексувати Судетську область Німеччиною за умов зберігання подальшого миру.
- 7 листопада: Вбивство у Парижі німецького дипломата Ернста фон Рата.
- 9 листопада: Кришталева ніч. Масові нацистські погроми єврейського населення у Німеччині.

## 1939

### Серпень
- 23 — Німеччина і Радянський Союз підписують пакт про ненапад і секретний додаток до нього, за яким Європа розділяється на сфери впливу

### Вересень
- 1 — Напад Німеччини на Польщу. Італія оголошує себе в стані «не ведення війни». Велика Британія та Франція вимагають припинення військових дій і відведення німецьких військ з Польщі.
- 1 — На позачерговій Четвертій сесії Верховної Ради СРСР прийнято Закон про загальний військовий обов'язок.
- 3 — Велика Британія оголошує Німеччині війну.
- 3 — Франція приєднується до Англії. Оголошення Австралією, Новою Зеландією та Індією війни Німеччині. З цього часу до 10 травня 1940 року відбувається так звана «Дивна війна».
- 4 — Постанова РНК СРСР «Про розвиток танкобудівної промисловості СРСР».
- 4 — Заява японського уряду про невтручання Японії в європейську війну.
- 5 — США оголошують про свій нейтралітет.
- 6 — Оголошення Південно-Африканським Союзом війни Німеччині.
- 8 — Почалася оборона Варшави (8-28 вересня)
- 10 — Канада оголошує Німеччині війну.
- 12 — Перше засідання верховної ради союзників в Аббевілі.
- 13 — Почався наступ японських військ в Китаї (13 вересня — 15 жовтня).
- 15 — Варшава відхиляє німецький ультиматум про капітуляцію.
- 15 — Підписання угоди між СРСР, МНР і Японією про припинення військових дій в районі річки Халхін-Гол.
- 17 — Початок Польського походу РСЧА.
- 19 — Закінчення операцій німецьких військ у Польщі.
- 22 — Спільний парад вермахту і РСЧА у Бресті
- 25 — Розпочався візит міністра закордонних справ Туреччини Ш. Сараджоглу в Радянський Союз (25 вересня — 18 жовтня).
- 26 — Заборона французьким урядом Французької комуністичної партії.
- 28 — Падіння Варшави. Німецько-радянська угода в Москві про розділ Польщі. Укладання німецько-радянської економічної угоди. Укладання радянсько-естонського пакту про взаємну допомогу. Радянський Союз отримує опорні пункти в Естонії.

### Жовтень
- 3 — Відведення французьких військ на лінію Мажино.
- 3 — Рішення панамериканської конференції про встановлення 300-мильної морської зони безпеки вздовж узбережжя Американського континенту південніше Канади (Панамська декларація).
- 5 — Радянсько-латвійський пакт про взаємну допомогу з наданням військових баз Радянському Союзу. Радянський Союз пропонує Фінляндії почати переговори.
- 6 — Промова Гітлера в рейхстагу з пропозицією миру західним державам.
- 8 — 12 Декрети Гітлера про ліквідацію Польської держави, приєднання до Німеччини західних воєводств Польщі та створенні «генерал-губернаторства окупованих польських областей».
- 9 — Прийнята Директива № 6 німецького верховного головнокомандування про підготовку нападу на Францію.
- 10 — Радянсько-литовський пакт про взаємну допомогу з наданням військових баз Радянському Союзу.
- 12 — Пропозиція радянського уряду Фінляндії укласти договір про взаємну допомогу.
- 14 — Затоплення англійського лінкора «Ройял Оук» поблизу Скапа-Флоу німецьким підводним човном.
- 16 — Заснування Президією Верховної Ради СРСР медалі «Золота Зірка» — відзнаки Героя Радянського Союзу.
- 19 — Підписання в Анкарі англо-франко-турецького договору про взаємну допомогу.
- 19 — Директива німецького головного командування сухопутних військ зі стратегічного зосередження та розгортання сил для проведення операції на Заході (операція «Гельб»).
- 28 — Антифашистські демонстрації в Празі, Брно, Остраві, Кладно та інших містах Чехословаччини на честь 21-ї річниці Чехословацької республіки.

### Листопад
- 1-2 — П'ята сесія Верховної Ради СРСР. Прийняття Західної України та Західної Білорусі до складу Союзу Радянських Соціалістичних Республік та возз'єднання їх з Українською та Білоруською РСР.
- 3 — США скасовують заборону на вивезення зброї.
- 4 — Прийняття конгресом США поправки до закону про нейтралітет, що допускає продаж воюючим країнам зброї та військових матеріалів.
- 7 — Посередницькі мирні пропозиції бельгійського короля та нідерландської королеви до Німеччини, Франції та Великої Британії.
- 11 — Візит до Лондона прем'єр-міністрів домініонів Великої Британії для координації військових зусиль імперії.
- 13 — Припинення радянсько-фінських переговорів.
- 17 — Затвердження верховним радою союзників плану «Діль».
- 20 — Директива Політичного управління Червоної Армії про виховну роботу на політичних заняттях з червоноармійцями та молодшими командирами в 1939/40 навчальному році.
- 26 — Радянський Союз звинувачує Фінляндію в порушенні кордону.
- 29 — Радянський Союз розриває дипломатичні відносини з Фінляндією.
- 30 — Фінський президент проголошує стан війни з Радянським Союзом. Починається Радянсько-фінська війна (30 листопада 1939 р. — 12 березня 1940 р.)

### Грудень
- 2 — Оголошення урядом США «морального ембарго» на торгівлю з Радянським Союзом.
- 13 — Морський бій біля затоки Ла-Плата в південній частині Атлантичного океану між «Графом Шпеє» та трьома англійськими крейсерами.
- 14 — Ліга Націй оголошує СРСР агресором та приймає рішення про його виключення.
- 18 — Затоплення корабля «Граф Шпеє» у гирлі річки Ла-Плата.
- 12. Почався наступ гоміньданівських військ проти звільнених районів провінції Шаньсі (Грудень 1939 р. — березня 1940 р.).

## 1940

### Січень
- 14-16 — Відставка уряду М. Абе і сформування кабінету М. Іона

### Лютий
- 16 — Англійські військові кораблі захоплюють у норвезького узбережжя німецьке судно «Альтмарк».

### Березень
- 12 — Укладення миру між Фінляндією та Радянським Союзом.
- 21 — Відставка французького уряду Даладьє. Рейно стає прем'єр-міністром.

### Квітень
- 8 — Велика Британія мінує норвезькі територіальні води.
- 9 — Німецькі війська займають Данію та висаджуються в Норвегії.
- 13 — Війська західних держав висаджуються в Ондальснесе.
- 14 — Війська західних держав висаджуються в Намсуса.

### Травень
- 2 — Війська західних держав закінчують евакуацію Намсуса та Ондальснеса.
- 10 — Початок Західної кампанії.
- 13 — Прорив німців на річці Маас між Намюром та Седаном.
- 14 — Капітуляція голландської армії.
- 17 — Перетворення французького уряду. Петен стає заступником голови Ради Міністрів.
- 20 — Вейган приймає командування французькими збройними силами.
- 24 — Західні держави вирішують припинити бойові дії в районі Нарвіка.
- 27 — Капітуляція бельгійської армії. Початок евакуації англійських військ з Дюнкерка.

### Червень
- 4 — Закінчення евакуації англійських військ з Дюнкерка.
- 5 — Початок битви за Францію.
- 8 — Закінчення евакуації Нарвіка західними державами. Норвегія припиняє боротьбу.
- 9 — Прорив німецької групи армій «А» на річці Ена.
- 10 — Італія оголошує війну Франції та Великій Британії.
- 14 — Заняття Парижа німецькими військами.
- 15 — Прорив лінії Мажино.
- 16 — Відставка уряду Рейно. Петен стає головою Ради Міністрів. Частини Червоної Армії вступають в Литву, Естонію та Латвію.
- 17 — Прохання французького уряду про перемир'я.
- 18 — Гітлер та Муссоліні зустрічаються в Бреннері.
- 21/22 — Переговори про перемир'я в Комп'єні.
- 23/24 — Переговори про перемир'я в Римі.
- 25 — 0.35 Початок перемир'я у Франції.
- 26 — Радянський Союз ультимативно вимагає передачі Румунією Бессарабії та Північної Буковини.
- 28 — Частини Червоної Армії вступають в Бессарабію та Північну Буковину.

### Липень
- 3 — Англійський напад на французький флот в Мерс-ель-Кебір в районі Орана.

### Серпень
- 7 — Напад італійських військ на Британське Сомалі.
- 13 — Початок повітряного бою над Англією.
- 30 — Віденський арбітраж держав осі з приводу нового накреслення угорсько-румунського кордону.

### Вересень
- 6 — Зречення від престолу румунського короля Кароля.
- 13 — Просування італійських військ в Єгипті до Сіді Барані.
- 15 — Румунія віддає Південну Добруджу Болгарії.
- 27 — Підписання тристороннього пакту Німеччиною, Італією та Японією в Берліні.
- 29 — Напад англійських сил і військ Вільної Франції на французький порт.

### Жовтень
- 7 — Початок перекидання німецьких військ до Румунії.
- 23 — Зустріч Гітлера та Франке в Андаї.
- 24 — Зустріч Гітлера та Петена в Монтуарі.
- 28 — Напад Італії на Грецію. Зустріч Гітлера та Муссоліні у Флоренції.

### Листопад
- 4 — Висадка англійських військ на Криті.
- 5 — Рузвельт втретє обирається президентом США.
- 10 — Смерть колишнього англійського прем'єр міністра Чемберлена.
- 12-14 — Відвідування Берліна Молотовим.
- 13 — Наліт англійської авіації на італійський флот в Таранто.
- 18 — Велика Британія здає в оренду Сполученим Штатам ряд баз на островах біля східного узбережжя Північної Америки.
- 23 — Румунія приєднується до пакту трьох держав.
- 24 — Словаччина приєднується до пакту трьох держав.

### Грудень
- 9 — Наступ англійців проти італійців у Північній Африці.
- 18 — Гітлером підписана «директива № 21» про підготовку до війни проти Радянського Союзу.

## 1941

### Січень
- 5 — Капітуляція італійського гарнізону Барді в Лівії.
- 19 — Початок наступу англійців на Еритрею.
- 22 — Капітуляція англійської гарнізону Тобрука в Лівії.
- 24 — Початок наступу англійців на Абісинію.

### Лютий
- 11 — Висадка німецьких військ в Триполі.
- 12 — Прибуття до Північної Африки генерала Роммеля.

### Березень
- 1 — Приєднання Болгарії до пакту трьох держав.
- 2 — Німецькі війська вступають до Болгарії.
- 16 — Англійці знову опановують Британським Сомалі.
- 25 — Приєднання Югославії до пакту трьох держав (див. Віденський протокол).
- 27 — Державний переворот в Югославії. Гітлер віддає наказ про наступ на Югославію та Грецію.
- 27-29 — Відвідування Берліна японським міністром закордонних справ Мацуока.
- 31 — Початок наступу німецького Африканського корпусу на Тобрук.

### Квітень
- 4 — Англійці опановують столицю Абісинії Аддис-Абеба.
- 5 — Укладання пакту про ненапад між Югославією та Радянським Союзом.
- 6 — Початок німецького наступу на Югославію та Грецію.

Англійці захоплюють Массауа на Червоному морі і завершують оволодіння італійською колонією Еритрея.
- 9 — Капітуляція 2-ї грецької армії в Східній Греції.
- 10 — Радянський Союз приводить в бойову готовність війська на західному кордоні.
- 11 — Оточення Тобрука німецьким Африканським корпусом. Хорватія оголошує себе незалежною.
- 13 — Німецькі війська опановують Белградом. Підписання радянсько-японського пакту про ненапад у Москві.
- 18 — Перемир'я в Югославії.
- 21 — Перемир'я між Німеччиною та Грецією.
- 23 — Перемир'я між Італією та Грецією.
- 24 — Початок евакуації англійських військ з Південної Греції.
- 27 — Німецькі війська вступають до Афін.
- 29 — Закінчення евакуації англійських військ з Південної Греції.

### Травень
- 2 — Ірак повстає проти Великої Британії та звертається до Німеччини за допомогою.
- 6 — Сталін, до цього Генеральний Секретар Всесоюзної Комуністичної партії, стає Головою Раднаркому.
- 11 — заступник фюрера по партії Рудольф Гесс скоїв, за офіційною версією, таємно від нацистського керівництва переліт до Шотландії з метою запропонувати британському уряду укласти мир і спільно брати участь у війні проти СРСР.
- 18 — Італія укладає державний договір з Хорватією.
- 20 — Висадка німцями повітряного десанту на Криті.
- 24 — Загибель англійського лінійного крейсера «Худ».
- 27 — Загибель німецького лінкора «Бісмарк».
- 28 — Англійці починають евакуацію Криту.

### Червень
- 1 — Повстання в Іраку придушене.
- 8 — Початок наступу англійців у французьких мандатних територіях Сирії та Лівані.
- 14 — Хорватія приєднується до пакту трьох держав.
- 17 — Початок мобілізації у Фінляндії.
- 22 — Початок німецького наступу на Радянський Союз.
- 27 — Фінляндія оголошує себе у стані війни з Радянським Союзом.

### Липень
- 1 — Закінчення боїв у «Білостоцькому котлі».
- 6 — Захоплення Риги.
- 9 — Закінчення боїв в «Мінському котлі».
- 12 — Припинення боїв у Сирії. Укладання англо-радянського військового союзу.
- 23 — Японсько-французька угода про Індокитай.

### Серпень
- 5 — Закінчення боїв в «Смоленському котлі».
- 8 — Закінчення боїв в «Уманському котлі».
- 13 — Оточення Одеси.
- 14 — Оголошення Атлантичної хартії Рузвельтом та Черчиллем.
- 25 — Вступ англо-радянських військ до Ірану.

### Вересень
- 16 — Американські торгові судна отримують право вантаження військових матеріалів та доставки їх в англійські порти.
- 26 — Завершення битви за Київ.

### Жовтень
- 2 — Новий німецький наступ по всьому Східному фронту.
- 10 — Закінчення битви біля Азовського моря.
- 13 — Закінчення боїв у «Вяземському котлі».
- 16 — Дипломатичний корпус переїжджає з Москви до Куйбишева. Генерал Тодзно стає японським прем'єр-міністром. Падіння Одеси.
- 17 — Закінчення боїв у північному «Брянському котлі».
- 20 — Закінчення боїв в південному «Брянському котлі».

### Листопад
- 7 — Захоплення німецькими військами Криму. Оточення Севастополя.
- 13 — Затоплення англійського авіаносця «Арк Ройял» в Середземному морі німецьким підводним човном.
- 18 — Початок німецького наступу на Москву. Початок контрнаступу англійців у Лівії.
- 29 — Німецькі війська залишають Ростов.

### Грудень
- 2 — Оточення Тобрука англійцями.
- 6 — Велика Британія оголошує війну Фінляндії, Угорщині та Румунії.
- 6 — Провал німецького наступу на Москву. Початок радянського контрнаступу на центральній ділянці Східного фронту.
- 7 — Без оголошення війни японці напали на базу ВМФ США в Перл Харборі на Гаваях.
- 8 — Японія оголошує війну США і Великої Британії. США оголошує війну Японії. Висадка японських десантів в Британській Малайї.
- 10 — Висадка японських десантів на острові Лусон (Філіппіни).

Загибель англійського лінкора «Принц Уельський» та лінійного крейсера «Рипалс» біля східного узбережжя Британської Малайї.
- 11 — Німеччина та Італія оголошують війну Сполученим Штатам.
- 13 — Угорщина, Румунія, Болгарія, Хорватія та Словаччина оголошують війну Сполученим Штатам та Англії.
- 14 — Японці висаджуються на Борнео.
- 19 — Відставка фельдмаршала фон Браухича. Гітлер приймає на себе командування німецькою сухопутною армією. Напад італійських «керованих торпед» на англійські лінкори «Квін Елізабет» та «Веліант» в порту Олександрія.
- 21 — Японія і Сіам укладають союз.
- 25 — Капітуляція Гонконгу.

## 1942

### Січень
- 1 — Декларація 26 держав (декларація ООН).
- 10 — Прорив Червоної Армії на Великі Луки і Сухиничі.
- 21 — Початок японського наступу на англійську колонію Бірму. Початок німецького наступу на Бенгазі.
- 29 — Оволодіння Бенгазі.

### Лютий
- 7 — Закінчення німецького наступу в Лівії під Ель-Газаль.
- 8 — Оточення німецьких військ під Демянском.
- 12 — Прорив німецьких кораблів «Шарнхорст», «Гнейзенау» та «Принц Євген» через Ла-Манш.
- 15 — Захоплення японцями Сінгапуру.

### Березень
- 7 — Захоплення японцями Ракгуна, столиці Британської Малайї.
- 15 — Гітлер в день пам'яті героїв обіцяє влітку цього року знищити Червону Армію.
- 17 — Призначення генерала Макартура головнокомандувачем військами союзників в південно-західній частині Тихого океану.

### Квітень
- 5 — Наліт японської авіації на столицю Цейлону Коломбо.
- 9 — Американці припиняють опір на острові Лусон.
- 20 — Прорив німецьких військ з Димінського котла.
- 28 — Захоплення японцями міста Лашо у Бірмі.

### Травень
- 1 — Захоплення японцями міста Мандалай.
- 5 — Японці опановують морською фортецею Корре на Філіппінах.
- 6 — Англійці займають порт Дієго-Суарес на французькому острові Мадагаскар.
- 7 — Морська битва в Кораловому морі.
- 8 — Початок німецького наступу з метою завоювання Керченського півострова в Криму.
- 12 — Початок наступу радянських військ на Харків.
- 17 — Початок німецького контрнаступу на південь від Харкова.
- 25 — Кінець битви за Харків.
- 26 — Початок німецько-італійського наступу на Ель-Аламейн.

### Червень
- 3 — Початок німецького наступу на Севастополь.
- 3/4 —Морська битва біля атолу Мідуей між американцями та японцями.
- 14 — Закінчення боїв за Ель-Газаль в Лівії.
- 21 — Капітуляція Тобрука.
- 30 — Німецько-італійська армія виходять до Ель-Аламейном.

### Липень
- 1 — Захоплення німецькими військами Севастополя.
- 4-7 — Знищення конвою англійських судів в Північному Льодовитому океані німецькими повітряними та морськими силами.
- 17 — Захоплення німецькими військами Ворошиловграда. Почався перший етап Сталінградської битви.
- 23 — Захоплення німецькими військами Ростова.
- 25 — Німецькі війська виходять на Нижній дон.

### Серпень
- 8 — Висадка американського десанту на острові Гуадалканал. Німецькі війська опановують Майкопським нафтовим районом.
- 11 — Затоплення британського авіаносця «Ігл» німецьким підводним човном U-73 у Середземному морі.
- 13 — Б.Монтгомері призначений командувачем 8-ю англійською армією в Єгипті.
- 19 — Невдала спроба англійців висадити десант під Д'єпом. 21 — 6-та німецька армія форсує Дон в районі Калача. Німецькі гірничо-стрілецькі частини піднімаються на Ельбрус.
- 25 — Німецькі танкові з'єднання досягають Моздока на північних схилах Кавказького хребта. 6-та німецька армія виходить до Сталінграда.

### Вересень
- 2 — 6-та німецька армія виходить на Волгу північніше Сталінграда.
- 24 — Відставка начальника німецького генштабу сухопутних сил генерал-полковника Гальдера та призначення на цей пост генерала Цейтцлера.

### Жовтень
- 10 — Скасування інституту політичних комісарів у Червоній Армії.
- 17 — Початок останнього німецького штурму Сталінграда.
- 23 — Початок англійського наступу під Ель-Аламейном.

### Листопад
- 3 — Прорив 8-ї англійської армії під Ель-Аламейном.
- 8 — Висадка американців та англійців в Північній Африці.
- 10 — Висадка німецьких повітряних десантів в Тунісі.
- 11 — Захоплення німецькими та італійськими військами Південно — Східної Франції.
- 13 — Втрата німецькими військами Тобрука.
- 19 — Початок радянського наступу під Сталінградом.
- 20 — Втрата німецькими військами Бенгазі.
- 22 — Оточення німецьких військ під Сталінградом.
- 27 — Фельдмаршал Манштейн отримує наказ звільнити оточене під Сталінградом німецьке угруповання. Потоплення французами свого флоту в Тулоні. Розпуск частин французької армії, розташованих у Франції.

### Грудень
- 9 — Початок німецького наступу з метою деблокувати Сталінград.
- 16 — Прорив Червоної Армії на фронті 8-ї італійської армії на Дону.
- 19 — Припинення німецького наступу під Сталінградом з метою деблокувати оточені війська.
- 22 — Початок наступу радянських військ на Кавказі.
- 31 — Морська битва в Північному Льодовитому океані між німецьким та англійським флотом.

## 1943

### Січень
- 10 — Початок наступу Червоної Армії з метою ліквідації «Сталінградського котла».
- 14 — Радянський прорив на Дону на фронті 2-й угорської армії.
- 18 — Радянські наступальні дії під Ленінградом, блокадне кільце було прорвано. Втрата німецькими військами Шліссельбурга.
- 23 — Втрата німецькими військами Триполі.
- 14 — 26 — Конференція в Касабланці.
- 30 — Капітуляція 6-ї німецької армії в Сталінграді.
- 31 — Відставка генерал-адмірала Редера (наступник грос-адмірал Деніц).

### Лютий
- 2 — Капітуляція німецької армії під Сталінградом.
- 8 — Звільнення 60-ю армією під командуванням Івана Черняховського Курська.
- 14 — Наступ німецьких військ проти південного флангу 1-й англійської армії в районі Кассеріна в Південному Тунісі.
- 16 — Звільнення радянськими військами Харкова.
- 18 — Геббельс виступив з промовою, що закликала до тотальної війни.
- 21 — Початок німецького контрнаступу на Харків.
- 26 — Початок відходу німців з виступу фронту між Юхновом та Ржевом.

### Березень
- 3 — Звільнення міста Льгов від німецько-фашистської окупації.
- 6 — Безуспішний німецький наступ проти 8-й англійської армії в Південному Тунісі.
- 9 — Зміна Роммеля на посту командувача групою армій «Африка».
- 15 — Німецька група армій «Південь» знову опановує Харковом.
- 27 — Втрата лінії Марет у Південному Тунісі.

### Травень
- 5 — Початок рішучого наступу військ західних держав у Тунісі.
- 12 — Капітуляція групи армій «Африка» в Тунісі.
- 22 — Розпуск Комуністичного Інтернаціоналу.

### Червень
- 11 — Капітуляція італо-німецьких військ на острові Пантеллерія.

### Липень
- 1 — Висадка американців на острові Нью-Джоржия.
- 5 — Початок німецького наступу на Курській дузі.
- 10 — Висадка англо-американського десанту в Сицилії.
- 12 — Початок радянського наступу на Орловський виступ.
- 15 — Припинення німецького наступу на Курській дузі.
- 16 — Промова Рузвельта та Черчілля до італійського народу з приводу припинення війни.
- 25 — Повалення та арешт Муссоліні.

### Серпень
- 3 — Початок наступу Червоної Армії проти німецької групи армій «Південь».
- 5 — Розширення фронту радянського наступу з метою нанесення удару на Рославль та Смоленськ.
- 17 — Американські війська опановують Мессіною. Закінчення боїв на острові Сицилія.
- 23 — Втрата німецькими військами Харкова. Поразка німців у Курській битві
- 28 — Смерть болгарського короля Бориса.
- 29 — Прорив Червоної Армії на річці Мяус.

### Вересень
- 1 — Початок радянського наступу на кубанський плацдарм.
- З — Таємне підписання перемир'я між Італією та західними державами. Висадка 8-ї англійської армії в Калабрії.
- 8 — Евакуація німцями міста Сталіно. Опублікування перемир'я між Італією та західними державами.
- 9 — Висадка 8-ї американської армії в бухті Салерно.
- 12 — Звільнення Муссоліні.
- 18 — Створення республікансько-фашистської держави в Італії.
- 22 — Вдалі три торпедні атаки на «Тірпіц» радянського підводного човна «щуки» під командуванням контр-адмірала Луніна. «Тірпіц» поведений в доки для ремонту. Після неодноразових атак з повітря і з моря «Тірпіц» був потоплений на стоянці в Тромсе 12 листопада 1944 року внаслідок авіанальоту із застосуванням надважких п'ятитонних бомб «Толлбой».
- 24 — Здача німецькими військами Смоленська.

### Жовтень
- 1 — Закінчення відступу німецької групи армій «Центр» на Сході. Захоплення Неаполя 5-ю американською армією.
- 6 — Початок радянського осінньо-зимового наступу від Чорного моря до Вітебська. Прорив Червоної Армії в районі Невеля.
- 9 — Закінчення евакуації кубанського плацдарму 17-ї німецької армії.
- 12 — Португалія дозволяє західним державам створити бази на Азорських островах.
- 13 — Італія оголошує війну Німеччині.
- 23 — Прорив радянських військ в районі Мелітополя. 17-та німецька армія в Криму відрізана.

### Листопад
- 1 — Висадка американців на острові Бугенвіль в південній частині Тихого океану.
- 6 — Німецькі війська залишають Київ. Прорив Червоної Армії на захід. Розрив німецького фронту південніше Прип'ятських боліт.
- 12 — Початок німецького контрнаступу на південний захід від Києва.
- 21 — Захоплення островів Гілберта американцями.
- 25 — Втрата німецькими військами Гомеля.
- 26 — Відкриття Тегеранської конференції.

### Грудень
- 3 — Закінчення Тегеранської конференції.
- 24 — Початок радянського наступу на захід від Києва.
- 26 — Загибель корабля «Шарнхорст» у Північному Льодовитому океані.

## 1944

### Січень
- 9 — Втрата німецькими військами Кіровограда.
- 14 — Початок радянського наступу проти німецької групи армій «Північ».
- 19 — Прорив Червоною Армією кільця німецької блокади південніше Ленінграда.
- 22 — Висадка американських військ в районі Неттуно південніше Риму.
- 22 — Остаточне звільнення Ленінграда.
- 28 — Оточення німецьких військ під Корсунь-Шевченківським.

### Лютий
- 5 — Захоплення американцями Маршаллових островів.
- 8 — Втрата німецькими військами Нікополя.
- 15 — Руйнування монастиря Кассііо нальотами авіації західних держав.
- 16 — Перший контрудар німецьких військ під Неттуно.
- 16/17 — Прорив німецьких військ з оточення під Корсунь-Шевченківським.
- 18 — Початок відходу німецької групи армій «Північ» на річку Велика. Евакуація німецькими військами Старої Русси.
- 22 — Втрата німцями Кривого Рогу.
- 29 — Другий контрудар німецьких військ під Неттуно.

### Березень
- 4 — Початок операції радянських військ проти німецької групи армій «Південь».
- 13 — Втрата німцями Херсона.
- 15 — Безуспішний наступ західних союзників на Кассіно.
- 18 — Німецькі війська займають стратегічно важливі пункти в Угорщині.
- 22 — «Уніфікація» Угорщини шляхом утворення уряду Стояї.
- 22 — Втрата німцями Миколаєва.
- 30 — Евакуація німцями Чернівців.

### Квітень
- 5 — Захоплення Ковеля внаслідок контрудару німецьких військ.
- 8 — Початок наступу Червоної Армії з метою звільнення Криму.
- 9 — Евакуація німцями Одеси.
- 12 — Відхилення радянських умов перемир'я фінським сеймом.
- 15 — Початок радянського наступу на Севастополь.
- 22 — Висадка американського десанту на Новій Гвінеї.

### Травень
- 9 — Радянські війська опановують Севастополем.
- 11 — Початок наступу на Рим.
- 18 — Евакуація німецькими військами Кассіно.
- 23 — Початок наступу американців з Неттунського плацдарму.

### Червень
- 4 — Захоплення американцями Риму.
- 6 — Початок вторгнення у Францію.
- 9 — Початок радянського наступу проти фінів на північний захід від Ленінграда.
- 14 — Прорив американських військ на півострові Котантен. Перше застосування Фау-1.
- 15 — Висадка американських військ на Маріанських островах.
- 19 — Американо-японський морська битва в районі Маріанських Островів.
- 22 — Початок операції радянських військ проти німецької групи армій «Центр».
- 26 — Капітуляція німецьких військ у фортеці Шербур.

### Липень
- 3 — Розширення американського плацдарму на півострові Котантен в південному напрямку.
- 5 — Заміна фельдмаршала Рундштедта на посту головнокомандуючого німецькими військами на Заході фельдмаршалом фон Клюге.
- 9 — Англійці займають Кан.
- 12 — 3-тя танкова армія німців залишає Вільнюс.
- 13 — Початок радянського наступу проти німецької групи армій «Північ».
- 14 — Початок радянського наступу проти німецької групи армій «Північна Україна».
- 17 — Поранення фельдмаршала Роммеля.
- 18 — Закінчення радянського наступу проти фінів.
- 19 — Втрата німецькими військами Сен-Ло в Нормандії.
- 20 — Замах на Гітлера. Генерал-полковника Цейтцлера на посту начальника генерального штабу сухопутних військ змінює генерал-полковник Гудеріан.
- 25 — Прорив американців на Авранш.
- 27 — Початок битви на південний схід від Варшави.
- 29 — Німецькі війська залишають Брест.
- 31 — Американці займають Авранш. Евакуація німцями Каунаса.

### Серпень
- 1 — Радянські війська перерізали комунікації, що зв'язують групу армій «Північ» зі Східною Прусією. Президентом Фінляндії стає фельдмаршал Маннергейм.
- 4 — Американці займають Флоренцію.
- 6 — Контрудар німецьких військ на Авранш.
- 8 — Закінчення боїв на Маріанських островах.
- 15 — Заміна фельдмаршала фон Клюге фельдмаршалом Моделем. Висадка американців та французів в Південній Франції.
- 16 — Початок контрудару німецьких військ в Курляндії.
- 19 — Завершення оточення в районі Фалеза німецької групи армій «Б».
- 20 — Встановлення безпосереднього зв'язку по суші з німецькою групою армій «Північ» в районі Тукума. Початок радянського наступу проти німецької групи армій «Південна Україна».
- 24 — Державний переворот у Румунії. Повалення маршала Антонеску.
- 25 — Оточення 6-ї німецької армії в районі міста Ясс. Болгарія пориває з Німеччиною. Французькі війська займають Париж.
- 28 — Заняття французькими військами Марселя та Тулона.
- 30 — Втрата нафтового району Плоєшті.
- 31 — Втрата Бухареста. Наприкінці серпня почався наступ 8-ї англійської армії в Італії на узбережжі Адріатичного моря.

### Вересень
- 3 — Англійські війська займають Брюссель.
- 4 — Англійські війська займають Антверпен. Укладення перемир'я між Фінляндією та Радянським Союзом.
- 5 — Радянський Союз оголошує війну Болгарії. Фельдмаршал фон Рундштедт знову призначається головнокомандувачем німецькими військами на Заході.
- 8 — Болгарія оголошує війну Німеччині.
- 10 — Початок американського настання на Апеннінах в напрямку Болоньї.
- 11 — 1-ша американська армія виходить до державного кордону Німеччини північніше Тріра.
- 14 — Червона Армія оволодіває східним передмістям Варшави — Прагою.
- 15 — Прорив радянських військ в районі Нарви.
- 17 — Початок Арнемської битви.
- 22 — Червона Армія займає Таллінн.
- 26 — Закінчення Арнемської битви.

### Жовтень
- 1 — Початок наступу канадських військ на Західний Шельде.
- 3 — Капітуляція польських повстанців у Варшаві.
- 5 — Заняття румунського міста Брашов радянськими військами.
- 10 — Прорив Червоної Армії південніше Риги з виходом до Балтійського моря. Остаточне оточення групи армій «Північ» («Курляндія»).
- 14 — Самогубство Роммеля.
- 7-15 — Танкова битва в північно-східній частині Угорщини.
- 15 — Угорщина просить у Радянського Союзу перемир'я.
- 16 — Червона Армія вступає в межі Східної Пруссії в районі Гумбіінена та Гольдап.
- 19 — Звільнення Белграда радянськими військами.
- 23 — Захоплення американцями Ахена.

### Листопад
- 3 — Відкриття входу в Автверпен по Західній Шельде.
- 4 — Відбиття удару Червоної Армії на Будапешт.
- 5 — 4-та німецька армія знову займає Гольдап.
- 8 — Початок наступу американців в районі Меца.
- 12 — Затоплення корабля «Тірпіц» внаслідок англійського повітряного нападу на Тромсе.
- 14 — Початок наступу американо-французьких військ по обидві сторони Вогезов.
- 18 — Прихід першого конвою суден у Антверпен.
- 22 — Французи займають Бельфор та Мюлуз.

### Грудень
- 3 — Вклинення американців в Західний вал в районі Саарлаутерна.
- 5 — Англійські війська займають Равенну.
- 16 — Початок наступу німецьких військ в Арденнах.
- 18 — Наступ в Арденнах 6-ї танкової армії CC зупинено.
- 24 — Радянські війська оточили Будапешт. Німецький наступ в Арденнах силами 5-ї танкової армії зупинено союзними військами.
- 27 — Американці проривають кільце оточення в районі Бастони.

## 1945

### Січень
- 1 — Відволікаючий удар німецьких військ в Нижньому Ельзасі. Німецький контрнаступ під Будапештом.
- 3 — Початок контрнаступу союзників в Арденнах.
- 12 — Початок наступу радянських військ на Віслі.
- 13 — Початок наступу радянських військ у Східній Пруссії.
- 16 — З'єднання англо-американських ударних угруповань в районі Уффаліза в Арденнах.
- 18 — Евакуація німецькими військами Варшави.
- 23 — Червона Армія виходить на Одер у Нижній Сілезії.
- 26 — Заміна у Східній Пруссії генерал-полковника Рейнгардта генерал-полковником Рендулічем.
- 29 — Прорив 4-ї німецької армії в напрямку Ельбінга. Союзники повністю ліквідували Арденнський «виступ» та почали вторгнення до Німеччини.
- 31 — Оточення Червоною Армією Кенігсберга.

### Лютий
- 7 — Евакуація німецькими військами Торуні.
- 8 — Початок англійського наступу на Нижньому Рейні.
- 9 — Закінчення боїв у Верхньому Ельзасі.
- 4-11 — Ялтинська конференція.
- 13 — Закінчення боїв у Будапешті.
- 16 — Контрудар німецьких військ у Східній Померанії на південний схід від Щецина.
- 19 — Висадка американців на острові Іводзіма. Контрудар німецьких військ на Земландському півострові та прорив кільця оточення Кенігсберга.
- 23 — Початок американського наступу з виходом до Рейну по обидві сторони Кельна.
- 26 — Прорив радянських військ до Балтійського моря у Східній Померанії.

### Березень
- 3 — Американці займають Трір.
- 7 — Захоплення американцями Кельна. Створення ремагенского плацдарму.
- 10 — Закінчення битви на Нижньому Рейні. Зміна фельдмаршала фон Рундштедта на посту головнокомандуючого німецькими військами на Заході фельдмаршалом Кессельрінгом.
- 15 — Початок американського наступу проти німецького Саарського-мозельского виступу.
- 22 — Зміна Гіммлера на посту командувача групою армій «Вісла» генерал-полковником Хейнриці. Невдалий німецький наступ з метою ліквідувати радянський плацдарм в районі Кюстрина. Прорив Червоної Армії на Сопот.
- 23 — Початок форсування Рейну 21-ю англійською групою армій.
- 25 — Закінчення наступу американців проти німецького Саарського-мозельского виступу.
- 26 — Висадка американських військ на острові Окінава.
- 28 — Генерал Кребс стає начальником генерального штабу сухопутних сил замість генерал-полковника Гудеріана.
- 30 — Звільнення Радянською Армією Данцига. Наприкінці березня — початок радянського наступу на Відень.

### Квітень
- 4 — Звільнення Братислави радянськими військами.
- 9 — Початок наступу союзників в Італії.
- 12 — Капітуляція Кенігсберга.
- 13 — Смерть Рузвельта. Трумен стає президентом США. Радянські війська опановують Віднем.
- 14 — Розчленування американцями оточеного угруповання в Рурі.
- 16 — Початок радянського наступу на Берлін.
- 18 — На річці Рур німецькі війська припиняють опір.
- 19 — Англійські війська виходять до Ельби в районі Данненбергу. Прорив американців на Волоньє.
- 20 — Американські війська займають Нюрнберг.
- 24 — Остаточне оточення Берліна.
- 25 — Зустріч американських та радянських військ у районі Торгау на Ельбі. Розчленування Німеччини на північну та південну частини. Евакуація німцями Пиллау. Установче засідання Організації Об'єднаних Націй в Сан-Франциско.
- 26 — Англійці захоплюють Бремен. Відхід німецьких військ з Дунаю.
- 28 — Страта Муссоліні в Донго в районі Комо.
- 29 — Наступ 12-ї німецької армії з метою звільнення Берліна. Укладення локального перемир'я в Італії.
- 30 — Гітлер покінчив із собою.

### Травень
- 1 — Прорив залишків 9-ї німецької армії на Беліц. Удар 21-ї англійської групи армій через Ельбу на Мекленбург та Гольштейн. Припинення боїв в Італії.
- 1 — О 21 годині Геббельс застрелився, попередньо застреливши свою дружину на її власну вимогу
- 3 — Німецька група армій «Вісла» йде за англо—американські лінії. Закінчення боїв у Північній Німеччині.
- 4 — Американські війська з Південної Німеччини та Італії зустрічаються на перевалі Бреннер.
- 6 — Ультиматум Ейзенхауера про припинення всіх бойових дій і пересування на всіх фронтах до 24 годин 8 хв.
- 7 — Закінчення переходу 12-ї німецької армії через Ельбу.
- 8 — [9] Підписання акта про капітуляцію німецьких військ.
- 10 — Капітуляція німецьких військ в Курляндії.
- 16 — Арешт уряду Деніца.

### Липень
- 17 — Початок Потсдамської конференції.

### Серпень
- 2 — Закінчення Потсдамської конференції
- 6 — Американське атомне бомбардування японського міста Хіросіма.
- 8-9 — СРСР оголосив війну Японії, розпочавши введення військ в Маньчжурію.
- 9 — Американці скинули другу атомну бомбу, названу «Товстуном», на Нагасакі. Загинули 74 тисячі осіб.

### Вересень
- 2 — Підписання акта про капітуляцію Японії.

### Листопад
- 25 — почався Нюрнберзький процес.

## Після Війни
- 16 жовтня 1946 — завершився Нюрнберзький процес.
- 3 травня 1946 — почався Токійський процес.
- 1947 — за конспірологічною версією ліквідація останної німецької колонії Нова Швабія
- 23 грудня 1948 — завершився Токійський процес.
- 1948 — припинив свою боротьбу Рух Опору «Вервольф».
- 1948 — утворення Держави Ізраїль
- 1952 — завершення американської окупації більшої частини Японії. Частина Японії досі перебуває під російською окупацією.
- 1949 — завершення окупації більшої частини Німеччини. Створення ФРН і НДР.
- 1959 — повернення Німеччині Саару.
- 1962 — Німеччина визнала Голокост геноцидом єврейського народу.
- 1962 — Страта Адольфа Айхмана.
- 1964 — за конспірологічною версією Адольф Гітлер помер у Аргентині.
- 1975 — Останній японський солдат Онода Хіроо капітулював.
- 1982 — Німеччина визнала Геноцид ромів.
- 1990 — Возз'єднання Німеччини.